# فينتس تسيرني
فينتس تسيرني (19 نوفمبر 1842 - 3 أكتوبر 1916) هو جراح بوهيمي ألماني، كانت مساهماته الرئيسية في مجالات جراحة الأورام وأمراض النساء. ولد في تروتنوف، بوهيميا، الإمبراطورية النمساوية. درس في البداية في جامعة كارل فرديناند في براغ، ثم انتقل بعد ذلك إلى جامعة فيينا، حيث كان طالبًا لدى إرنست فيلهلم فون بروك (1819-1892). في عام 1866 تخرج بدرجة امتياز مع مرتبة الشرف. بعد ذلك، بقي في فيينا كمساعد ليوهان ريتر فون أوبولزر (1808-1871) وتيودور بيلروث (1829-1894)، وفي عام 1871 أصبح مديرًا سريريًا في جامعة فرايبورغ.
في عام 1877 تم تعينه أستاذاً في هايدلبرغ، حيث خلف الجراح جوستاف سيمون (1824-1876). في عام 1906، أسس معهد أبحاث السرطان التجريبية والذي كان رائدًا لمركز أبحاث السرطان الألماني الحالي في هايدلبرغ. هنا أنشأ مستشفى لعلاج 47 مريض بالسرطان، والمعروف باسم البيت السامري.
قام تسيرني بتطوير تقنيات تشغيلية لجراحة السرطان. كما اشتهر بعلاجه للمرضى المصابين بالسرطان غير القابل للعلاج. في عام 1887 أجرى تسيرني أول عملية استئصال جزئي مفتوح للكلية لعلاج سرطان الكلى . كما قدم مساهمات في مجالات جراحية أخرى، بما في ذلك عملية جراحية جذرية جديدة لعلاج الفتق الإربي، واستئصال حصوات الحويضة والكلية لعلاج مرض حصوات الكلى، وفي عام 1879 أجرى أول عملية استئصال الرحم بالكامل عن طريق المهبل. لقد تم تسميته بـ "أبو جراحة تجميل الثدي". في عام 1895 نشر أول تقرير عن عملية زراعة الثدي التي قام بها، عن طريق تحريك الورم الشحمي الحميد "لتجنب عدم التماثل" بعد إزالة الورم في ثدي المريضة.
في عام 1901 أصبح تسيرني رئيسًا للجمعية الألمانية للجراحة، وفي عام 1908 أصبح رئيسًا للمؤتمر الجراحي الدولي. كان والد زوجته هو الطبيب الألماني الشهير أدولف كوسماول (1822-1902). توفي في هايدلبيرغ ، بادن فورتمبيرغ ، الإمبراطورية الألمانية .